# أغنيس ليون
أغنيس ليون (بالإنجليزية: Agnes Lyon)‏ (1762 - 1840)؛ كاتِبة وشاعرة بريطانية.